# Châtenois (Jura)
Châtenois ist eine französische Gemeinde  im Département Jura in der Region Bourgogne-Franche-Comté. Sie gehört zum Arrondissement Dole und zum Kanton Authume. Die Nachbargemeinden sind Moissey im Norden, Amange im Nordosten, Audelange im Südosten, Rochefort-sur-Nenon im Süden, Authume im Südwesten und Archelange im Westen.
Châtenois wird von der Autoroute A36 resp. Europastraße 60, genannt La Comtoise, passiert.

## Bevölkerungsentwicklung
| Jahr                       | 1962 | 1968 | 1975 | 1982 | 1990 | 1999 | 2008 | 2017 |
| -------------------------- | ---- | ---- | ---- | ---- | ---- | ---- | ---- | ---- |
| Einwohner                  | 215  | 183  | 232  | 294  | 321  | 355  | 337  | 389  |
| Quellen: Cassini und INSEE |      |      |      |      |      |      |      |      |

## Sehenswürdigkeiten
- Kirche Saint-Vincent, Monument historique

|  |  |